# NGC 2790
NGC 2790 je galaksija u zviježđu Raku.

## Vanjske poveznice
- SEDS: NGC 2790